# 16 Delphini
16 Delphini (16 Del) es una estrella en la constelación del Delfín de magnitud aparente +5,54.
De acuerdo a la nueva reducción de los datos de paralaje de Hipparcos, se encuentra a 197 ± 4 años luz del sistema solar.
16 Delphini es una estrella blanca de la secuencia principal de tipo espectral A4V.
Las estrellas blancas de la secuencia principal son frecuentes en el cielo nocturno; en esta misma constelación del Delfín ζ Delphini, ι Delphini y ρ Aquilae, son estrellas de esta clase.
Con una temperatura efectiva de 8395 K y una luminosidad 22 veces superior a la del Sol, 16 Delphini es muy semejante a la conocida Fomalhaut (α Piscis Austrini).
Como otras estrellas análogas, 16 Delphini gira sobre sí misma a gran velocidad, siendo su velocidad de rotación proyectada de 159 km/s.
Su masa es de 2,02 masas solares y ha consumido la mitad de su vida como estrella de la secuencia principal.
16 Delphini forma una estrella doble con BD+12 4501B, de magnitud +11,8. Sin embargo, ambas estrellas no están físicamente relacionados, constituyendo una estrella doble óptica.